# Synolcus incisuralis
Synolcus incisuralis là một loài ruồi trong họ Asilidae. Synolcus incisuralis được Macquart miêu tả năm 1838. Loài này phân bố ở vùng nhiệt đới châu Phi.